# Andrea Ranocchia
Andrea Ranocchia (Assisi, 16 febbraio 1988) è un ex calciatore italiano, di ruolo difensore.

## Biografia
Nell'agosto 2012 fu citato in tribunale da Vittorio Micolucci e Andrea Masiello, suoi compagni di squadra ai tempi del Bari, riguardo a una vicenda di partite truccate, risalenti al biennio 2008-2009, che vide coinvolta la società biancorossa. Nel gennaio 2013 il pubblico ministero Ciro Angelillis chiese l'archiviazione per il difensore poiché risultato all'oscuro dell'illecito, cosa ottenuta nel giugno successivo.
Nel dicembre 2016 ha fondato una ONLUS che porta il suo nome, al fine di aiutare le vittime del Terremoto del Centro Italia del 2016 e del 2017; nell'estate 2017 l'associazione ha contribuito, con l'ex calciatore Christian Vieri, a stanziare fondi per ripristinare un campo da calcio a Visso, nel maceratese. È inoltre tra i testimonial della ONLUS "Insuperabili", che si occupa della gestione di scuole calcio volte a garantire la crescita e l'integrazione di ragazzi con disabilità, e della Fondazione Ricerca Oncologica Menesini, associazione umbra specializzata nella ricerca scientifica per lo studio e la cura delle patologie tumorali.
Nel 2020 lancia il corto animato autobiografico Frog Life, in cui ripercorre i momenti più significativi della sua carriera.

## Caratteristiche tecniche
Difensore centrale, occasionalmente ha giocato anche come terzino. La notevole altezza gli è spesso risultata utile per imporsi nel gioco aereo, segnando in questa maniera diversi gol di testa: non a caso, in situazioni di emergenza è stato impiegato come centravanti, ruolo peraltro ricoperto durante la sua carriera giovanile.
Considerato agli esordi tra i giovani più promettenti della sua generazione, in questa fase era stato più volte paragonato a Marco Materazzi per via delle caratteristiche fisiche e dello stile di gioco ritenuti affini, sia da vari addetti ai lavori sia dallo stesso Materazzi. Tuttavia, pur facendosi sempre apprezzare per la sua professionalità, nel prosieguo di carriera non ha saputo mantenere tali aspettative, incapace di imporsi ad alti livelli soprattutto sul piano caratteriale.

## Carriera

### Giocatore

#### Club

##### Gli inizi, Arezzo, Bari e Genoa
Comincia la carriera nel vivaio della squadra della sua città, il Bastia, approdando in seguito nel settore giovanile del Perugia. Nel 2004 passa alle giovanili dell'Arezzo, club con cui nella stagione 2006-2007, sotto la guida di Antonio Conte, a 18 anni sale in prima squadra debuttando da professionista in Serie B, collezionando 24 presenze e 1 gol. Nonostante la retrocessione della squadra aretina, l'annata seguente rimane ad Arezzo dove gioca titolare in Serie C1.
Nell'estate 2008 viene acquistato in compartecipazione dal Genoa, che lo cede in prestito al Bari, in Serie B. In Puglia ritrova come allenatore Conte, il quale lo impiega con continuità nella seconda parte della stagione, in cui Ranocchia contribuisce alla vittoria del campionato con 17 presenze e 1 gol. Nell'estate 2009 il Genoa riscatta il giocatore dalla società aretina, lasciandolo nuovamente in prestito a Bari per la stagione seguente, stavolta agli ordini di Gian Piero Ventura.
Fa il suo esordio in Serie A il 23 agosto 2009, nella partita che i pugliesi pareggiano 1-1 contro l'Inter. Il successivo 18 ottobre realizza il suo primo gol in massima serie, contribuendo alla vittoria (2-1) sul campo del Chievo. Schierato in coppia con l'altrettanto promettente compagno di reparto Leonardo Bonucci, il giovane duo difensivo barese emerge ben presto tra i migliori del campionato: al tempo è Ranocchia a destare le maggiori attenzioni, seppur un infortunio riportato al ginocchio nel gennaio 2010 lo costringe a saltare la seconda parte di stagione.
Terminato il prestito a Bari, nell'estate 2010 il giocatore entra a far parte della rosa genoana per la stagione 2010-2011, sotto la guida dell'allenatore Gian Piero Gasperini. Nella stessa sessione di mercato l'Inter acquista la metà del cartellino del difensore, per una cifra intorno ai 6 milioni di euro più il prestito con diritto di riscatto della compartecipazione di Mattia Destro: Ranocchia resta a Genova per la prima metà della stagione 2010-2011, in cui conferma le positive impressioni del tempo.

##### Le esperienze all'Inter

###### I primi anni a Milano, prestito alla Sampdoria

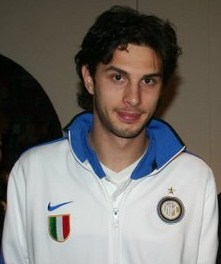
Ranocchia agli esordi con l'Inter nel 2011

Nel gennaio 2011, durante la sessione invernale di mercato, l'Inter esercita il riscatto della compartecipazione acquistando il difensore. Impostosi subito tra i titolari con il tecnico Leonardo, il successivo 23 febbraio esordisce nelle coppe europee, nella partita persa con il Bayern Monaco (0-1). A fine stagione conquista il suo primo trofeo, la Coppa Italia, scendendo in campo dal 1' nella vittoriosa finale di Roma contro il Palermo (3-1).
Confermato prima da Andrea Stramaccioni e poi da Walter Mazzarri, nella prima metà degli anni 2010 Ranocchia è tra i pochi punti fermi dell'undici milanese: nel precampionato 2014-2015, l'investitura a erede della bandiera Javier Zanetti quale nuovo capitano interista pare il definitivo preludio a nome di rilievo del calcio italiano per gli anni a venire.

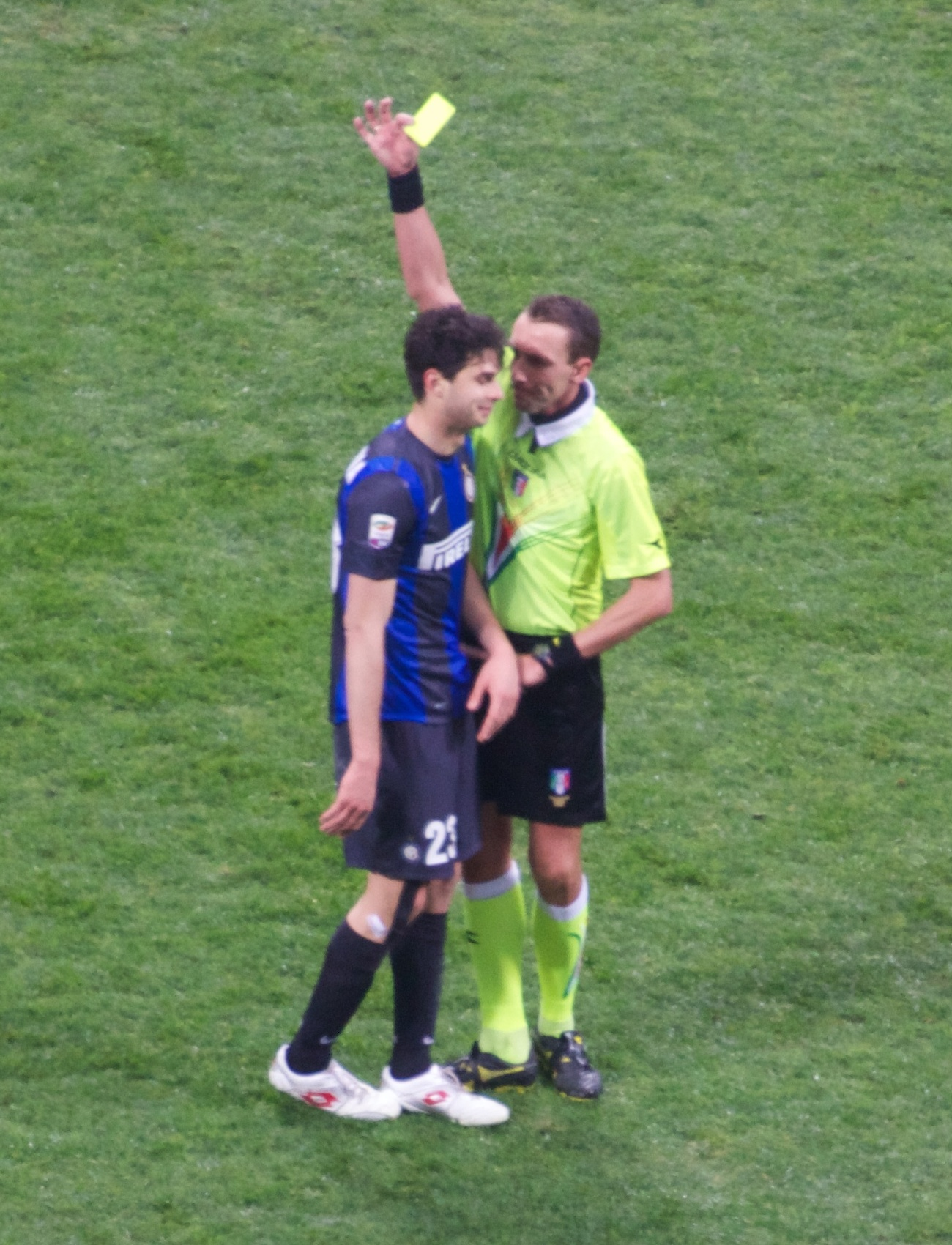
Ranocchia ammonito dall'arbitro Paolo Silvio Mazzoleni durante il derby di Milano del 24 febbraio 2013

A questo punto, inaspettatamente, la carriera del difensore umbro prende una piega diametralmente opposta. Al termine di una stagione negativa, in cui non riesce a imporsi come leader del gruppo nerazzurro, viene privato della fascia in favore del più giovane e carismatico Mauro Icardi. Persi nel frattempo sia il posto da titolare sia la fiducia del tecnico Roberto Mancini, a metà dell'annata 2015-2016 Ranocchia passa in prestito alla Sampdoria con cui rimane sino al termine del campionato.

###### Primo ritorno a Milano, prestito all'Hull City
Rientra all'Inter nell'estate seguente, segnalandosi tuttavia nel successivo semestre solo per alcune prestazioni negative, sicché nel gennaio 2017 passa, nuovamente in prestito, agli inglesi dell'Hull City. L'esperienza in Premier League, in larga parte positiva, si chiude però con la retrocessione della squadra, a cui il difensore contribuisce suo malgrado con uno svarione che vale un gol avversario nella decisiva sconfitta col Crystal Palace (4-0).

###### Secondo ritorno a Milano
Nell'estate 2017 fa ritorno in pianta stabile all'Inter, dove, ormai relegato a riserva, agli ordini del tecnico Luciano Spalletti colleziona 11 presenze e 2 gol nel campionato 2017-2018. Quella seguente è una stagione similmente incolore sul piano personale per il difensore, il quale raggiunge il suo minimo storico quanto a impiego in maglia nerazzurra; per giunta, le poche volte in cui viene mandato in campo da Spalletti, spesso viene dirottato in emergenza a dare manforte all'attacco, a seguito dei tanti infortuni che colpiscono il reparto offensivo nerazzurro in tale periodo. Si segnala solo il 21 febbraio 2019, quando sigla il suo primo gol in una competizione internazionale, nella partita di Europa League finita 4-0 in favore dei nerazzurri ai danni del Rapid Vienna.
Nell'annata 2019-2020 l'arrivo a Milano di Antonio Conte, l'allenatore che l'aveva promosso a inizio carriera nelle esperienze di Arezzo e Bari, fa inizialmente presagire un possibile rilancio per Ranocchia. Pur ritrovando una momentanea titolarità in avvio di campionato, nelle settimane seguenti il difensore non riesce a sovvertire le gerarchie della retroguardia interista, scivolando nuovamente tra le seconde linee; trova comunque modo, nel corso della stagione, di raggiungere le 200 presenze in maglia nerazzurra, traguardo toccato il 20 febbraio 2020 nella sfida di Europa League vinta 2-0 sul campo del Ludogorec.
La situazione non cambia nell'annata 2020-2021, in cui ha comunque modo di fregiarsi da comprimario e, assieme al capitano Samir Handanovič, come parte dello «zoccolo duro» interista da un decennio a quella parte, del primo scudetto in carriera. La stagione seguente prende parte sempre da rincalzo alle vittorie nerazzurre in Supercoppa italiana e Coppa Italia, entrambe arrivate superando in finale la Juventus dopo i tempi supplementari: in particolare, nel cammino di Coppa proprio Ranocchia ha modo di essere decisivo per i suoi, grazie al gol del parziale 2-2 siglato nel recupero della sfida degli ottavi di finale contro l'Empoli. Al termine della stagione non rinnova il proprio contratto in scadenza col club, chiudendo dopo undici anni la sua esperienza nerazzurra con 226 presenze, 14 gol e quattro trofei vinti.

##### Monza e ritiro
Il 21 giugno 2022 si accasa da svincolato al Monza, neopromosso in Serie A.
Fa il suo esordio con la maglia brianzola il successivo 7 agosto, nella vittoria interna 3-2 sul Frosinone valevole per i trentaduesimi di Coppa Italia. L'esordio in campionato avviene il 21 dello stesso mese, scendendo in campo da titolare nella sconfitta esterna 4-0 contro il Napoli: nella stessa partita, tuttavia, rimedia una frattura composta del perone che lo costringe a fermarsi a lungo. Il 21 settembre 2022, dopo un solo trimestre in Brianza, Ranocchia risolve consensualmente il contratto con la società e, il giorno seguente, annuncia il proprio ritiro dal calcio giocato, motivando la decisione con la mancanza di ulteriori stimoli.

#### Nazionale

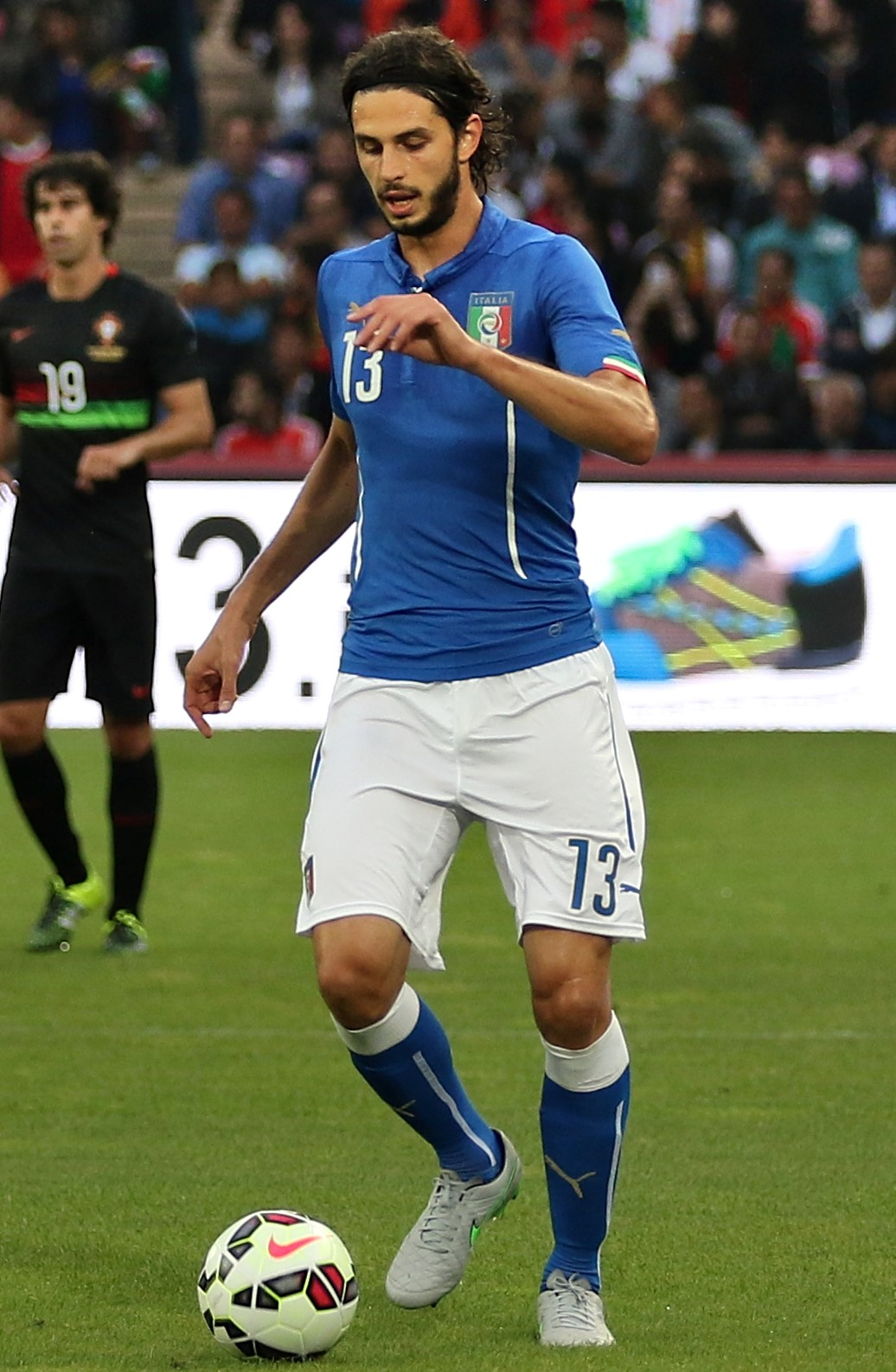
Ranocchia in maglia azzurra nell'amichevole tra Italia e Portogallo del 16 giugno 2015

Il 21 agosto 2007 esordisce con l'Under-21 azzurra, nell'amichevole vinta 2-1 contro la Francia. L'anno seguente, il commissario tecnico Pierluigi Casiraghi lo convoca come riserva per il torneo olimpico di Pechino 2008. Il 9 giugno 2009 segna il suo primo gol nell'amichevole con la Danimarca, terminata per 4-0. Partecipa infine all'Europeo di categoria, sempre nel giugno 2009.
Nel novembre 2010, viene convocato in nazionale maggiore da Cesare Prandelli. Fa il suo debutto in occasione dell'amichevole con la Romania, finita 1-1. Prandelli lo inserisce nelle liste preliminari del campionato d'Europa 2012 e del campionato del mondo 2014, senza però confermarlo per le fasi finali. Sotto la successiva gestione tecnica di Antonio Conte viene utilizzato per alcune gare di qualificazione al campionato d'Europa 2016, che rimangono le ultime della sua esperienza in maglia azzurra.

### Dopo il ritiro
Al termine dell'attività agonistica entra nell'organigramma societario del Terni FC, squadra dilettantistica umbra.
Rimasto legato all'ambiente interista, dal 2023 cura per la società nerazzurra il podcast Frog Talks assieme allo stand-up-comedian Luca Ravenna. L'anno seguente, inizia a collaborare come opinionista televisivo per i programmi di Sport Mediaset.

## Statistiche

### Presenze e reti nei club
| Stagione        | Squadra         | Campionato      | Campionato | Campionato | Coppe nazionali | Coppe nazionali | Coppe nazionali | Coppe continentali | Coppe continentali | Coppe continentali | Altre coppe | Altre coppe | Altre coppe | Totale | Totale |
| Stagione        | Squadra         | Comp            | Pres       | Reti       | Comp            | Pres            | Reti            | Comp               | Pres               | Reti               | Comp        | Pres        | Reti        | Pres   | Reti   |
| --------------- | --------------- | --------------- | ---------- | ---------- | --------------- | --------------- | --------------- | ------------------ | ------------------ | ------------------ | ----------- | ----------- | ----------- | ------ | ------ |
| 2006-2007       | Arezzo          | B               | 24         | 1          | CI              | 5               | 1               | -                  | -                  | -                  | -           | -           | -           | 29     | 2      |
| 2007-2008       | Arezzo          | C1              | 32         | 0          | CI-C            | 0               | 0               | -                  | -                  | -                  | -           | -           | -           | 32     | 0      |
| Totale Arezzo   | Totale Arezzo   | Totale Arezzo   | 56         | 1          |                 | 5               | 1               |                    | -                  | -                  |             | -           | -           | 61     | 2      |
| 2008-2009       | Bari            | B               | 17         | 1          | CI              | 0               | 0               | -                  | -                  | -                  | -           | -           | -           | 17     | 1      |
| 2009-2010       | Bari            | A               | 17         | 2          | CI              | 1               | 0               | -                  | -                  | -                  | -           | -           | -           | 18     | 2      |
| Totale Bari     | Totale Bari     | Totale Bari     | 34         | 3          |                 | 1               | 0               |                    | -                  | -                  |             | -           | -           | 35     | 3      |
| 2010-gen. 2011  | Genoa           | A               | 16         | 2          | CI              | 1               | 0               | -                  | -                  | -                  | -           | -           | -           | 17     | 2      |
| gen.-giu. 2011  | Inter           | A               | 18         | 1          | CI              | 4               | 0               | UCL                | 4                  | 0                  | -           | -           | -           | 26     | 1      |
| 2011-2012       | Inter           | A               | 12         | 1          | CI              | 2               | 0               | UCL                | 2                  | 0                  | SI          | 1           | 0           | 17     | 1      |
| 2012-2013       | Inter           | A               | 32         | 2          | CI              | 3               | 1               | UEL                | 10                 | 0                  | -           | -           | -           | 45     | 3      |
| 2013-2014       | Inter           | A               | 24         | 1          | CI              | 2               | 1               | -                  | -                  | -                  | -           | -           | -           | 26     | 2      |
| 2014-2015       | Inter           | A               | 33         | 2          | CI              | 1               | 0               | UEL                | 8                  | 0                  | -           | -           | -           | 42     | 2      |
| 2015-gen. 2016  | Inter           | A               | 10         | 0          | CI              | 0               | 0               | -                  | -                  | -                  | -           | -           | -           | 10     | 0      |
| gen.-giu. 2016  | Sampdoria       | A               | 14         | 0          | CI              | -               | -               | -                  | -                  | -                  | -           | -           | -           | 14     | 0      |
| 2016-gen. 2017  | Inter           | A               | 5          | 0          | CI              | 0               | 0               | UEL                | 4                  | 0                  | -           | -           | -           | 9      | 0      |
| gen.-giu. 2017  | Hull City       | PL              | 16         | 2          | FACup+CdL       | -               | -               | -                  | -                  | -                  | -           | -           | -           | 16     | 2      |
| 2017-2018       | Inter           | A               | 11         | 2          | CI              | 2               | 0               | -                  | -                  | -                  | -           | -           | -           | 13     | 2      |
| 2018-2019       | Inter           | A               | 4          | 0          | CI              | 1               | 0               | UCL+UEL            | 0+2                | 0+1                | -           | -           | -           | 7      | 1      |
| 2019-2020       | Inter           | A               | 7          | 0          | CI              | 3               | 1               | UCL+UEL            | 0+2                | 0                  | -           | -           | -           | 12     | 1      |
| 2020-2021       | Inter           | A               | 8          | 0          | CI              | 1               | 0               | UCL                | 0                  | 0                  | -           | -           | -           | 9      | 0      |
| 2021-2022       | Inter           | A               | 6          | 0          | CI              | 1               | 1               | UCL                | 3                  | 0                  | SI          | 0           | 0           | 10     | 1      |
| Totale Inter    | Totale Inter    | Totale Inter    | 170        | 9          |                 | 20              | 4               |                    | 35                 | 1                  |             | 1           | 0           | 226    | 14     |
| lug.-set. 2022  | Monza           | A               | 1          | 0          | CI              | 1               | 0               | -                  | -                  | -                  | -           | -           | -           | 2      | 0      |
| Totale carriera | Totale carriera | Totale carriera | 307        | 17         |                 | 28              | 5               |                    | 35                 | 1                  |             | 1           | 0           | 371    | 23     |

### Cronologia presenze e reti in nazionale
| Cronologia completa delle presenze e delle reti in nazionale ― Italia | Cronologia completa delle presenze e delle reti in nazionale ― Italia | Cronologia completa delle presenze e delle reti in nazionale ― Italia | Cronologia completa delle presenze e delle reti in nazionale ― Italia | Cronologia completa delle presenze e delle reti in nazionale ― Italia | Cronologia completa delle presenze e delle reti in nazionale ― Italia | Cronologia completa delle presenze e delle reti in nazionale ― Italia | Cronologia completa delle presenze e delle reti in nazionale ― Italia |
| Data                                                                  | Città                                                                 | In casa                                                               | Risultato                                                             | Ospiti                                                                | Competizione                                                          | Reti                                                                  | Note                                                                  |
| --------------------------------------------------------------------- | --------------------------------------------------------------------- | --------------------------------------------------------------------- | --------------------------------------------------------------------- | --------------------------------------------------------------------- | --------------------------------------------------------------------- | --------------------------------------------------------------------- | --------------------------------------------------------------------- |
| 17-11-2010                                                            | Klagenfurt am Wörthersee                                              | Romania                                                               | 1 – 1                                                                 | Italia                                                                | Amichevole                                                            | -                                                                     |                                                                       |
| 9-2-2011                                                              | Dortmund                                                              | Germania                                                              | 1 – 1                                                                 | Italia                                                                | Amichevole                                                            | -                                                                     |                                                                       |
| 3-6-2011                                                              | Modena                                                                | Italia                                                                | 3 – 0                                                                 | Estonia                                                               | Qual. Euro 2012                                                       | -                                                                     |                                                                       |
| 10-8-2011                                                             | Bari                                                                  | Italia                                                                | 2 – 1                                                                 | Spagna                                                                | Amichevole                                                            | -                                                                     | 76’                                                                   |
| 2-9-2011                                                              | Tórshavn                                                              | Fær Øer                                                               | 0 – 1                                                                 | Italia                                                                | Qual. Euro 2012                                                       | -                                                                     |                                                                       |
| 6-9-2011                                                              | Firenze                                                               | Italia                                                                | 1 – 0                                                                 | Slovenia                                                              | Qual. Euro 2012                                                       | -                                                                     |                                                                       |
| 11-11-2011                                                            | Breslavia                                                             | Polonia                                                               | 0 – 2                                                                 | Italia                                                                | Amichevole                                                            | -                                                                     |                                                                       |
| 15-11-2011                                                            | Roma                                                                  | Italia                                                                | 0 – 1                                                                 | Uruguay                                                               | Amichevole                                                            | -                                                                     |                                                                       |
| 6-2-2013                                                              | Amsterdam                                                             | Paesi Bassi                                                           | 1 – 1                                                                 | Italia                                                                | Amichevole                                                            | -                                                                     | 74’                                                                   |
| 31-5-2013                                                             | Bologna                                                               | Italia                                                                | 4 – 0                                                                 | San Marino                                                            | Amichevole                                                            | -                                                                     |                                                                       |
| 11-10-2013                                                            | Torino                                                                | Italia                                                                | 2 – 2                                                                 | Danimarca                                                             | Qual. Mondiali 2014                                                   | -                                                                     |                                                                       |
| 18-11-2013                                                            | Londra                                                                | Italia                                                                | 2 – 2                                                                 | Nigeria                                                               | Amichevole                                                            | -                                                                     |                                                                       |
| 4-6-2014                                                              | Perugia                                                               | Italia                                                                | 1 – 1                                                                 | Lussemburgo                                                           | Amichevole                                                            | -                                                                     | 79’                                                                   |
| 4-9-2014                                                              | Bari                                                                  | Italia                                                                | 2 – 0                                                                 | Paesi Bassi                                                           | Amichevole                                                            | -                                                                     |                                                                       |
| 9-9-2014                                                              | Oslo                                                                  | Norvegia                                                              | 0 – 2                                                                 | Italia                                                                | Qual. Euro 2016                                                       | -                                                                     |                                                                       |
| 10-10-2014                                                            | Palermo                                                               | Italia                                                                | 2 – 1                                                                 | Azerbaigian                                                           | Qual. Euro 2016                                                       | -                                                                     |                                                                       |
| 16-11-2014                                                            | Milano                                                                | Italia                                                                | 1 – 1                                                                 | Croazia                                                               | Qual. Euro 2016                                                       | -                                                                     |                                                                       |
| 31-3-2015                                                             | Torino                                                                | Italia                                                                | 1 – 1                                                                 | Inghilterra                                                           | Amichevole                                                            | -                                                                     |                                                                       |
| 12-6-2015                                                             | Spalato                                                               | Croazia                                                               | 1 – 1                                                                 | Italia                                                                | Qual. Euro 2016                                                       | -                                                                     | 80’                                                                   |
| 16-6-2015                                                             | Ginevra                                                               | Italia                                                                | 0 – 1                                                                 | Portogallo                                                            | Amichevole                                                            | -                                                                     |                                                                       |
| 29-3-2016                                                             | Monaco di Baviera                                                     | Germania                                                              | 4 – 1                                                                 | Italia                                                                | Amichevole                                                            | -                                                                     | 64’                                                                   |
| Totale                                                                |                                                                       | Presenze                                                              | 21                                                                    |                                                                       | Reti                                                                  | 0                                                                     |                                                                       |

| Cronologia completa delle presenze e delle reti in nazionale ― Italia olimpica | Cronologia completa delle presenze e delle reti in nazionale ― Italia olimpica | Cronologia completa delle presenze e delle reti in nazionale ― Italia olimpica | Cronologia completa delle presenze e delle reti in nazionale ― Italia olimpica | Cronologia completa delle presenze e delle reti in nazionale ― Italia olimpica | Cronologia completa delle presenze e delle reti in nazionale ― Italia olimpica | Cronologia completa delle presenze e delle reti in nazionale ― Italia olimpica | Cronologia completa delle presenze e delle reti in nazionale ― Italia olimpica |
| Data                                                                           | Città                                                                          | In casa                                                                        | Risultato                                                                      | Ospiti                                                                         | Competizione                                                                   | Reti                                                                           | Note                                                                           |
| ------------------------------------------------------------------------------ | ------------------------------------------------------------------------------ | ------------------------------------------------------------------------------ | ------------------------------------------------------------------------------ | ------------------------------------------------------------------------------ | ------------------------------------------------------------------------------ | ------------------------------------------------------------------------------ | ------------------------------------------------------------------------------ |
| 22-7-2008                                                                      | Pistoia                                                                        | Italia olimpica                                                                | 1 – 1                                                                          | Romania under 21                                                               | Amichevole                                                                     | -                                                                              | 70’                                                                            |
| Totale                                                                         |                                                                                | Presenze                                                                       | 1                                                                              |                                                                                | Reti                                                                           | 0                                                                              |                                                                                |

## Palmarès

### Club
- Campionato italiano di Serie B: 1

Bari: 2008-2009
- Coppa Italia: 2

Inter: 2010-2011, 2021-2022
- Campionato italiano: 1

Inter: 2020-2021
- Supercoppa italiana: 1

Inter: 2021

### Individuale
- Premio Armando Picchi: 1

2010-2011
- Gran Galà del calcio AIC: 1

Squadra dell'anno: 2011